# Наустник (музика)
Наустникът, широко наричан в България мундщук (на немски: Mundstück), е частта от духовия инструмент, в който изпълнителят издухва въздушна струя, за да възпроизведе звук. Целта на мундщука е да предаде вибрации на инструмента, за да се получи музикална нота.
Големите наустници се използват за по-големи инструменти, а по-малките – за по-малки. Това е така, защото по-големият мундщук възпроизвежда по-нисък звук, а по-малкият – по-висок звук, по-големите инструменти правят по-ниски звуци и обратно.
Някои изпълнители поставят златен обков на мундщука, вярвайки, че това прави звука на инструмента по-добър. За някои хора, които са алергични към среброто, това е най-добрият (но не и най-евтиният) начин да се свири на духов инструмент. Златото не се зацапва, така че само трябва да се почиства с вода и сапун от време на време.
Често се използва и посребряване на месинговите наустници, тъй като среброто е по-евтино, а посребреният мундщук помага на изпълнителя да възпроизведе доста добър звук. Посребряването не е толкова скъпо като златото, но понякога е много важно, ако изпълнителят свири по определен начин. Посребряването дава по-ясен звук от златото и е по-добре за стиловете на изпълнение, които се нуждаят от много въздух. Среброто също така трябва да се почиства по-често, защото се зацапва лесно.